# تغيير أسماء الأشهر وأيام الأسبوع في تركمانستان
في 10 أغسطس، 2002 صدر في تركمانستان قانون بتغيير أسماء أشهر السنة وأغلب أيام الأسبوع، وقد اختيرت الأيام البديلة لتدل على رموز من الثقافة التركمانية كما هي موصوفة في كتاب روح نامة الذي ألفه صَفَرمُراد نيازُف رئيس تركمانستان الأول على مدى حياته. عند صدور القانون استخدمت الأسماء الجديدة في وسائل الإعلام المملوكة للدولة، كما استخدمتها المطبوعات الصادرة بغير اللغة التركمانية، خاصة تلك الموجهة إلى الناطقين بالروسية في تركمانستان، تصاحبها أحيانا الأسماء القديمة بين قوسين، إلا أن الأسماء القديمة لا تزال جارية المفعول. في 23 أبريل، 2008 أذيع أن مجلس وزراء تركمانستان قد ناقش العودة إلى الأسماء القديمة للأشهر وأيام الأسبوع، وقد استرجعت فعلياً في يوليو 2008. كانت الأسماء القديمة مستعارة من الروسية، وفيما يلي الأسماء التي استبدلت بها في 2002:
| الشهر  | الاسم القديم | الاسم الجديد | بالأحرف العربية (تقريبا) | إيضاح                                                                                       |
| ------ | ------------ | ------------ | ------------------------ | ------------------------------------------------------------------------------------------- |
| يناير  | يانوار       | Türkmenbaşy  | تركمانباشي               | اللقب الذي تلقب به نيازُف، رئيس الدولة ومؤلف روحنامه، و يعني زعيم التركمان                   |
| فبراير | فيورال       | Baýdak       | بيدق                     | الراية، يوم العلم التركمانستاني يحتفل به في هذا الشهر يوم ميلاد نيازُف                       |
| مارس   | مارت         | Nowruz       | نوروز                    | الشهر الذي يحتفل به برأس السنة الفارسية، وهو جزء من الثقافة التركمانية                      |
| أبريل  | أبريل        | Gurbansoltan | گوربانسُلطان              | "الحاجة گوربانسُلطان" Gurbansoltan Eje هي أم نيازُف                                           |
| مايو   | ماي          | Magtymguly   | مگتمگولو                 | مخدومقلي فراغي Magtymguly Pyragy شاعر تركماني يعده نيازُف أحد أعظم المربين الروحيين للتركمان |
| يونيو  | إيون         | Oguz         | أوگوز                    | "أُغوز خان" Oguz Khan طبقا لكتاب روحنامه هو مؤسس الأمة التركمانية                            |
| يوليو  | إيول         | Gorkut       | گُركوت                    | بطل ملحمة گُركوت أتا' التركمانية (بالفرسية دده قورقود)                                       |
| أغسطس  | أوگست        | Alp Arslan   | ألب أرسلان               | مؤسس الدولة السلجوقية، و هو تركماني طبقا لكتاب روحنامه                                      |
| سبتمبر | سنتيابر      | Ruhnama      | روحنامه                  | كتاب نيازُف الذي قصد به أن يكون دليل روحيا للأمة التركمانية                                  |
| أكتوبر | أكتوبر       | Garaşsyzlyk  | گاراشسيزلِك               | يُحتفل بيوم الاستقلال التركماني في أكتوبر                                                    |
| نوفمبر | نويابر       | Sanjar       | أحمد سنجر                | آخر حكام السلاجقة                                                                           |
| ديسمبر | ديكابر       | Bitaraplyk   | پيتارابلق                | "الحياد"، أعلنت تركمان دولة محايدة ويحتفل بيوم الحياد في ديسمبر                             |

أسماء أيام الأسبوع الجديدة:
| اليوم    | الاسم القديم | الاسم الجديد | بالأحرف العربية (تقريبا) | إيضاح                                          |
| -------- | ------------ | ------------ | ------------------------ | ---------------------------------------------- |
| السبت    | Şenbe        | Ruhgün       | روحگون                   | يوم الروح                                      |
| الأحد    | Ýekşenbe     | Dynçgün      | دنتشگون                  | يوم الراحة                                     |
| الاثنين  | Duşenbe      | Başgün       | باشگون                   | اليوم الرئيسي                                  |
| الثلاثاء | Sişenbe      | Ýaşgün       | ياشگون                   | اليوم الصغير                                   |
| الأربعاء | Çarşenbe     | Hoşgün       | خوشگون                   | اليوم الجميل                                   |
| الخميس   | Penşenbe     | Sogapgün     | ثوگابگون                 | يوم العدل                                      |
| الجمعة   | Anna         | Annagün      | أنّاگون                   | أُضيفت اللاحقة التركمانية گون إلى الاسم الفارسي |